# Gilberto Ottogalli
Gilberto Ottogalli – wenezuelski judoka.
Brązowy medalista igrzysk Ameryki Środkowej i Karaibów w 1993 roku.